# Maximilian Bauer
Maximilian Bauer (ur. 9 lutego 2000 w Vilshofen) – niemiecki piłkarz występujący na pozycji obrońcy.